# قانصة
القانصة أو الأقِطَة أو الحوصلة أو الذَّوْرَة أو الطاحونة المعدية (بالإنجليزية: Gizzard)‏ عضو يوجد في الجهاز الهضمي لبعض الحيوانات، بما في ذلك الأركوصورات (التيروصورات، التماسيح ، القواطير، الديناصورات بما في ذلك الطيور)، ديدان الأرض، بعض بطنيات القدم، بعض الأسماك، وبعض القشريات. تُستخدم هذه المعدة المتخصصة المبنية من الجدران العضلية السميكة لطحن الطعام، غالبًا بمساعدة جسيمات من الحجر أو الحصى. في بعض الحشرات والرخويات، تتميز القوانص بألواح أو أسنان من الكيتين.